# 博薩索區
博薩索區是索馬利亞的一個區，也是邦特蘭的商業首都。
博薩索區位於該國東北方的巴里州，首府為博薩索。

## 外部鏈結
- 博薩索區行政區域圖 （页面存档备份，存于）